# Anselmo Revilla
Anselmo Vidal Revilla Jurado (Lucanas, 21 de abril de 1948) es un abogado y político peruano que ejerció como congresista de la república durante dos periodos consecutivos como miembro del fujimorismo.

## Biografía
Anselmo Revilla nació el 21 de abril de 1948 en Lucanas, ciudad ubicada en el departamento de Ayacucho.
Estudió en la Escuela Nacional Primaria de Laramate, en su tierra natal, y luego emigró hacia la ciudad de Lima en donde continuó sus estudios secundarios en el Colegio Nuestra Señora de Guadalupe.
Es abogado egresado de la Universidad Nacional San Luis Gonzaga de Ica y ha ejercido independientemente su profesión como abogado defensor y asesor de empresas agroindustriales y de cooperativas agrarias.
Fue miembro directivo de la Caja Rural Señor de Luren de Ica.

## Carrera política
Anselmo Revilla se inicia en la política en las filas del fujimorismo, donde participó en las elecciones del año 1995 por la alianza Cambio 90 - Nueva Mayoría como candidato al Congreso de la República. Revilla fue elegido congresista con 7,432 votos para el periodo parlamentario 1995-2000.
Como congresista fue vicepresidente de la Comisión de Justicia y presidente de la Comisión de Derechos Humanos. Fue también autor de una polémica ley que buscaba beneficiar a Vladimiro Montesinos ante una denuncia periodística realizada por la revista Caretas.
En el año 1997 fundó el Movimiento Independiente ‘Vamos Vecino’, partido político fundado también por Alberto Fujimori, Absalón Vásquez y diversos miembros del fujimorismo para participar en las elecciones municipales del año 1998.
Al culminar su primera gestión, Anselmo Revilla postuló a la reelección en las elecciones del año 2000 y logró resultar reelegido para el periodo 2000-2005. Sin embargo, su cargo fue reducido hasta julio del año 2001 tras la caída del gobierno de Alberto Fujimori por la difusión de los Vladivideos.
Durante su segunda gestión como congresista fue presidente de la Comisión de Asuntos Indígenas.
En el año 2001 decidió postular nuevamente al Congreso de la República, la cual no tuvo éxito.